# Otto Brenzel

Otto Brenzel (um 1928)

Otto Brenzel (* 22. Mai 1898 in Frankfurt am Main; † 27. September 1945 in Kopenhagen) war ein deutscher Politiker (KPD) und Widerstandskämpfer gegen den Nationalsozialismus. Er war Mitglied des Reichstags.

## Leben und Wirken
Brenzel besuchte die Volksschule in Frankfurt. Danach erlernte er das Schreinerhandwerk. 1913 trat Brenzel in die Sozialdemokratische Partei Deutschlands (SPD), 1916 in die Gewerkschaft ein. Im Ersten Weltkrieg geriet Brenzel in Kriegsgefangenschaft, aus der er 1920 freikam.
1923 verließ Brenzel die Sozialdemokratie und trat in die Kommunistische Partei Deutschlands (KPD) ein. Für diese war er in den folgenden Jahren als Funktionär tätig. Brenzel leitete die Rote Hilfe in Frankfurt und gehörte der hessischen Bezirksleitung der KPD an. Im September 1930 wurde Brenzel als Abgeordneter für den Wahlkreis 33 (Hessen-Darmstadt) in den Reichstag gewählt. Diesem gehörte er in der Folge bis zum März 1933 an.
Nach der nationalsozialistischen „Machtergreifung“ beteiligte sich Brenzel am kommunistischen Widerstand und emigrierte später in die Schweiz. Hier wurde er 1936 verhaftet und nach Frankreich abgeschoben. Für die Komintern war er in den folgenden Jahren als Leiter der Roten Hilfe in Straßburg tätig. Später emigrierte er nach Dänemark und wirkte dort als Vertreter der Roten Hilfe. In Kopenhagen lebte er ab Anfang 1937 unter dem Decknamen Peter und leitete die Arbeit der Roten Hilfe für Dänemark, Norwegen und Schweden. Nach der deutschen Besetzung Dänemarks untergetaucht, hatte er Verbindungen zum dänischen Widerstand. Brenzel starb während einer Sitzung der KPD-Auslandsleitung in Kopenhagen an einem Herzschlag.
Seine Frau Luise Wolf-Brenzel wurde 1941 in Deutschland zu drei Jahren und neun Monaten Haft verurteilt.